# エイボンの書
エイボンの書（エイボンのしょ、Book of Eibon）は、クトゥルフ神話作品に登場する架空の書籍。著者は古代ハイパーボリアの大魔道士エイボン。
初出は『ウィアード・テイルズ』誌1933年7月号に掲載されたクラーク・アシュトン・スミス作の『ウボ＝サスラ』。過去作、『ストレンジ・ストーリーズ』1932年1月号に掲載された『魔道士エイボン』の登場人物であるエイボンの著作。「暗澹たる不気味な神話、邪悪かつ深遠な呪文、儀式、典礼の一大集成」と表現される。
ハワード・フィリップス・ラヴクラフトの「ネクロノミコン」に相当する、スミスが創造した魔導書。創造者であるスミスに加えて、スミスと親交のあったラヴクラフトの作品や、クトゥルフ神話を後継したリン・カーターの作品などでも使用される。ネクロノミコンに書かれていないことが、エイボンの書には書かれている。
スミスの『白蛆の襲来』など、「エイボンの書」からの抜粋という設定の小説もいくつか存在する。後にロバート・M・プライスによって、アンソロジー作品集という形式で『エイボンの書』が再現され、商業刊行された。

## 内容・来歴
氷河期以前に、ヨーロッパ北方グリーンランドのあたりに存在したハイパーボリア大陸（王国）で成立した。原本はハイパーボリアの言語で書かれた。
著者は魔術師エイボンとも、彼の弟子サイロンとも。エイボンはゾタクア（ツァトゥグァの異称）を信仰する黒魔道士であり、最終的には王国の神官に討伐されかけ、失踪している。サイロン編纂説だと、師の失踪後に残された弟子がまとめたとなる。なお、エイボン討伐が失敗に終わったことで、ハイパーボリアにはゾタクア信仰が広まり、特にヴーアミ族が力をつけて国は衰退する。
エイボンの書には、ハイパーボリアの独特の知識が記載されている。またネクロノミコンに書かれていないことや補足的な情報も存在する。両書を対照した作中人物は、エイボンの書をアブドゥル・アルハザードの知識の源泉と推測し、また知った上であえてアル＝アジフ（ネクロノミコン）に書かなかった可能性を指摘している。
クトゥルフ神話の魔導書の中では、数がかなり多く存在する。ハイパーボリア語版が、中世のヨーロッパに持ち込まれている。時代を重ねて翻訳と写本が重ねられたことで、複数の言語の版がある。この過程で「象牙の書（Ivonisの書）」という名前の本が生まれている。ミスカトニック大学付属図書館にも複数の版（断片）が収蔵されており、幾つかは所持者の死後（＝事件後）に寄贈されたものである（例：『ハスターの帰還』のエイモス・タトル。ルルイエ異本を持っていた人物）。
神々の、ハイパーボリア由来での異称の情報源でもある。作劇として、スミスは神の名前を時代や場所に応じて変える。先述の多言語版が存在することも踏まえて、ツァトゥグァ(Tsathoggua)→ゾタクア(Zothaqquah)、ヨグ＝ソトース(Yog-Sothoth)→ヨク＝ゾトス(Yok-Zothoth)、クトゥルフ(Cthulhu)→クトルット/クトゥルト(Kthulhut)などとなる。またクトゥルフ神話の神々の系図の1つである「プノム系図」はエイボンの書で伝わっているとおぼしい。

## 登場作品
- クラーク・アシュトン・スミス：アヴェロワーニュの獣（初稿版・1932）[注 1]、ウボ＝サスラ（1933）[注 1]、アゼダラクの聖性（1933）、白蛆の襲来（1941）
- ハワード・フィリップス・ラヴクラフト：戸口にあらわれたもの （執筆1933、発表1935）[4]、時間からの影（執筆1934、発表1936）
  - ヘイゼル・ヒールド：石像の恐怖（1932。ラヴクラフト代作）
  - ウィリアム・ラムレイ：アロンソ・タイパーの日記（執筆1935、発表1938。ラヴクラフト代作）
- ロバート・ブロック：星から訪れたもの（1935）、無貌の神（1936）
- リン・カーター：『エイボンの書』の歴史と年表（1984）、ほか

## エイボン
「エイボンの書」を著した大魔術師。ハイパーボリア北のムー・トゥーラン半島に館を構えていた。ゾタクアを崇拝する。
スミスの『魔道士エイボン』の主人公であり、『白蛆の襲来』の作者であり、『アヴェロワーニュの獣』では彼が所有していた魔法の指輪がフランスの魔術師の家系に伝わっていた。
スミスの没後、エイボンの人物像や経歴は、後述の実書籍版『エイボンの書』に関する作品群で拡充される。
既存アイテムの「エイボンの書」「エイボンの指輪」に加えて、クトゥルフ神話TRPGにおいては、「エイボンの印」と「霧の車輪の呪文」が登場する。エイボンの印は、3本の脚で鉤十字のような形を描いた図象。印と呪文を組み合わせることで、ナイアーラトテップの配下から身を守る効果を発揮する。これらは「エイボンの書」のガスパールの抄訳解説に記されているとされる。

## エイボンの書の再現
リン・カーターはスミスの創作メモから幾つかの合作作品を執筆した。さらに「エイボンの書」の書籍化を試みたが実現しなかった。この企画はロバート・M・プライスが跡を継ぎ、2001年にケイオシアム社から刊行される。邦訳版が2008年に刊行されている。
ハイパーボリアを舞台とした作品集である。スミスの『白蛆の襲来』と『魔道士エイボン』（収録邦題：土星への扉）の2作が組み込まれている。